# Buvange
Ne doit pas être confondu avec Bivange.
Buvange (Béiwen en luxembourgeois, Büwingen/Büvingen en allemand) est un village de la commune belge de Messancy, située en Région wallonne dans la province de Luxembourg.
Il fait partie de la section de Wolkrange, ancienne commune dont il dépendait avant la fusion des communes de 1977.

## Géographie
Buvange est contigu au village de Wolkrange au nord. Il est bordé à l’est par la route nationale 81 reliant Arlon et Aubange.

## Démographie
Buvange compte, au 1er janvier 2020, 581 habitants (290 hommes et 291 femmes).

## Patrimoine
- Un calvaire classé

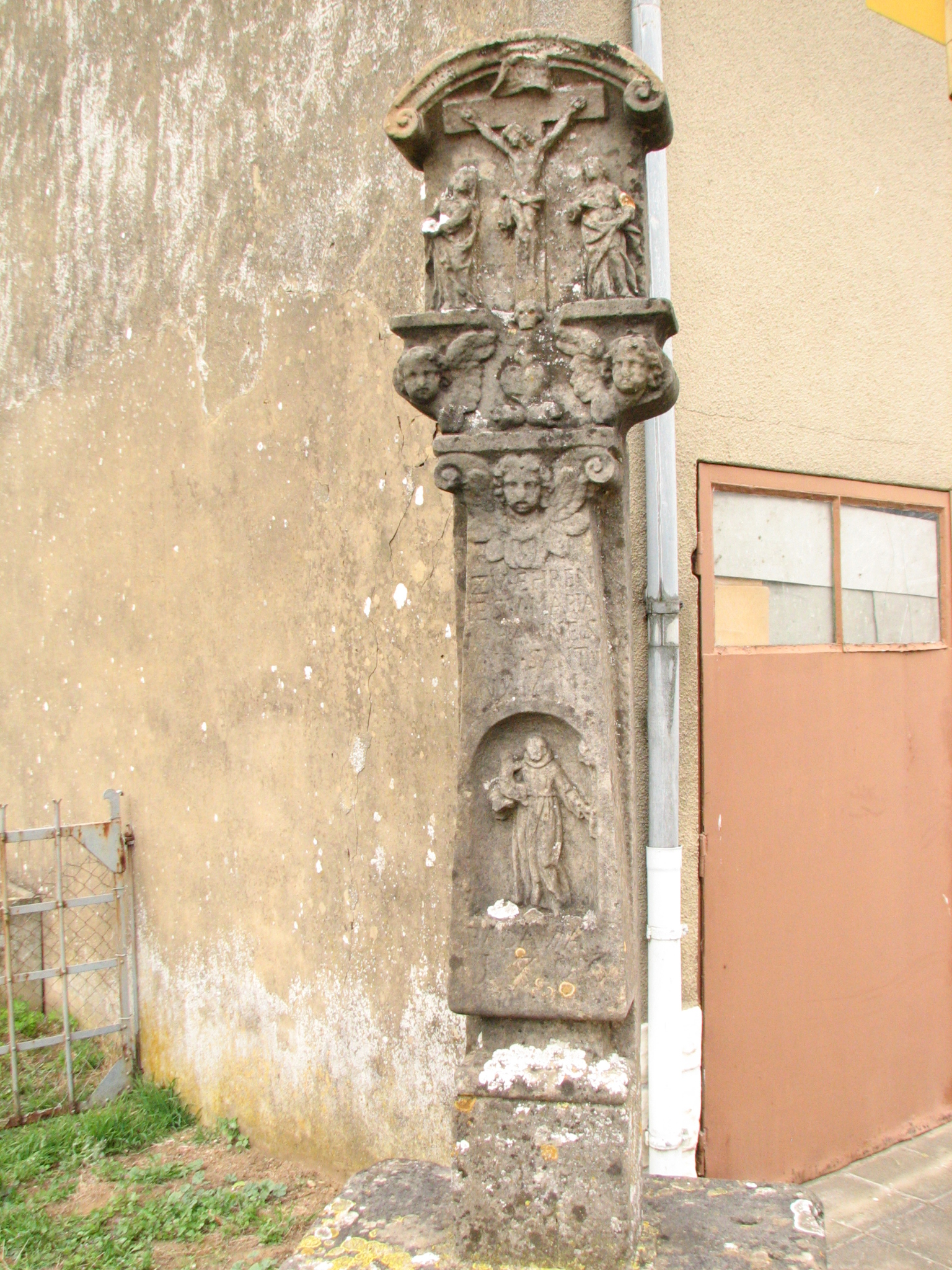
Le calvaire classé

## Économie
Le long de la route nationale 81, à hauteur du village, un bon nombre de commerces sont regroupés des deux côtés de la route.